# Songhua
Il Songhua (松花江S, SōnghuājiāngP; in russo Сунгари?, Sungari) è un affluente di destra dell'Amur. Il suo corso è interamente contenuto nel territorio della Manciuria, nella Cina nord-orientale.

## Descrizione
Il fiume è più grande affluente dell'Amur in termini di volume d'acqua e scorre nelle provincie dello Heilongjiang e di Jilin. Lungo il suo corso si trovano le città di Jilin, Harbin e Jiamusi. Tre dighe dotate di impianti idroelettrici interrompono il corso del fiume: Baishan, Hongshi e Fengman. La diga di Fengman forma un lago che si estende per 62 chilometri. Una nuova diga è stata costruita nel 2007 a nord-est di Harbin che ha creato il bacino artificiale di Dadingshan.
Il fiume ha origine dai monti Changbai Shan vicino al confine con la Corea. Al ricevere il suo maggior affluente, il Nen, cambia bruscamente di direzione e da nord-nord-ovest gira verso est. Nel corso inferiore scorre lungo la pianura della Manciuria con un rilievo eccezionalmente piatto, che porta ad una grande tortuosità e variabilità del canale del fiume.
La lunghezza del fiume è di circa 1 925 km, l'area del bacino è intorno ai 550 000 km². Sfocia nell'Amur presso la città di Tongjiang. In prossimità della foce, la portata media del Songhua è di 2 470 m³/s. Il fiume gela da novembre sino ad aprile. È navigabile a valle della città di Jilin.

### Affluenti
da sinistra
- Yinma He (387 km)
- Huifa He (267 km)
- Nen (1 190 km)
- Hulan He (506 km)
- Tangwang He (492 km)
- Shaolin He (212 km)
- Chalin He (112 km)

da destra
- Mudanjiang (700 km)
- Lalin He (448 km)
- Mayi He (341 km)
- Ashi He (257 km)